# Christian Lundeberg

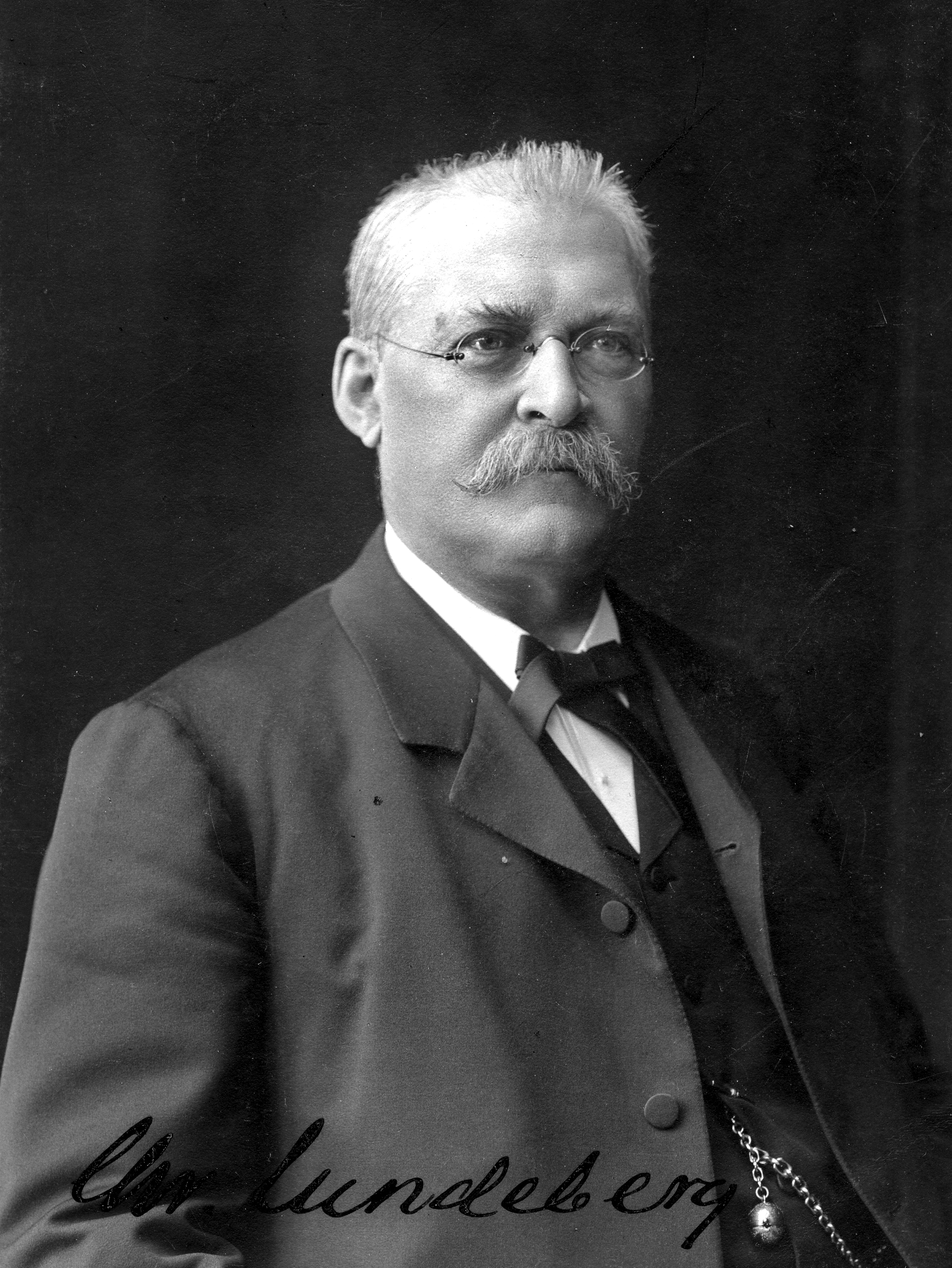
Christian Lundeberg

Christian Lundeberg (* 14. Juli 1842 in Valbo; † 10. November 1911 in Stockholm) war ein schwedischer Politiker und kurzzeitig Ministerpräsident.

## Herkunft und Beruf
Der Sohn eines Mühlenbesitzers absolvierte ein Studium an der Militärschule von Ultuna. Anschließend diente er von 1861 bis 1874 in der Armee, in der er zuletzt zum Oberleutnant aufstieg. Nach dem Ende seiner Militärzeit wurde er Angestellter bei den Forsbacka-Stahlwerken, in der er von 1885 bis 1906 als Vorstandsvorsitzender tätig war.

## Abgeordneter und Präsident der Ersten Kammer
Lundeberg begann seine politische Laufbahn 1885 als Abgeordneter der Ersten Kammer des Reichstages, in der er 1899 zum Vorsitzenden der Fraktion der Konservativen und Protektionisten wurde. In dieser Funktion war er einer der führenden Politiker während der so genannten Unionskrise zwischen Schweden und Norwegen. Insbesondere hatte er als Vorsitzender eines Geheimausschusses maßgeblichen Anteil am Rücktritt der Regierung von Johan Ramstedt. Zwischen 1899 und 1905 und erneut von 1906 bis 1908 war er Stellvertretender Präsident der Ersten Reichstagskammer. Von 1909 bis zu seinem Tod amtierte er als Präsident der Ersten Kammer des Reichstages.

## Ministerpräsident 1905
Oskar II. ernannte ihn am 2. August 1905 zum Ministerpräsidenten. Er bildete eine Koalitionsregierung, die ein Übereinkommen mit Norwegen erzielen musste. Norwegen durfte schließlich ein Referendum über die Unabhängigkeit von Schweden abhalten, sofern das norwegische Parlament Storting die am 7. Juni 1905 erfolgte Unabhängigkeitserklärung zurücknähme. Die norwegische Volksabstimmung vom 13. August 1905 bekräftigte mit 99,5 Prozent der Stimmen die Auflösung der Union mit Schweden.
Nach der Lösung der Unionskrise versuchte Lundeberg vergeblich, eine ausreichende Mehrheit für die Fortführung seiner Koalitionsregierung zu finden, um insbesondere die offene Wahlrechtsfrage anzugehen. Nachdem er keinen ausreichenden Rückhalt gefunden hatte, trat er am 8. November 1905 zurück.